# Procladius barbatulus
Procladius barbatulus är en tvåvingeart som beskrevs av James E. Sublette 1964. Procladius barbatulus ingår i släktet Procladius och familjen fjädermyggor.
Artens utbredningsområde är Kalifornien. Inga underarter finns listade i Catalogue of Life.